# Linia kolejowa Landwarów – Marcinkańce
Linia kolejowa Landwarów – Marcinkańce – linia kolejowa na Litwie łącząca stację Landwarów ze stacją Marcinkańce. Część dawnej Kolei Warszawsko-Petersburskiej. Przed II wojną światową położona była w Polsce.
Linia jest jednotorowa. Dawniej istniał również drugi tor, który obecnie jest rozebrany. Linia jest zelektryfikowana na odcinku Landwarów - Stare Troki - Troki.